# Sinopoda licenti
Sinopoda licenti är en spindelart som först beskrevs av Schenkel 1953.  Sinopoda licenti ingår i släktet Sinopoda och familjen jättekrabbspindlar. Inga underarter finns listade i Catalogue of Life.